# 강동구청장 선거
강동구청장 선거는 서울특별시 강동구의 구청장을 선출하는 선거이다.

## 역대 민선 강동구청장
| 선거   | 정당 | 정당           | 구청장 |
| ------ | ---- | -------------- | ------ |
| 1995년 |      | 민주당         | 김충환 |
| 1998년 |      | 한나라당       | 김충환 |
| 2002년 |      | 한나라당       | 김충환 |
| 2004년 |      | 한나라당       | 신동우 |
| 2006년 |      | 한나라당       | 신동우 |
| 2008년 |      | 통합민주당     | 이해식 |
| 2010년 |      | 민주당         | 이해식 |
| 2014년 |      | 새정치민주연합 | 이해식 |
| 2018년 |      | 더불어민주당   | 이정훈 |
| 2022년 |      | 국민의힘       | 이수희 |
| 2026년 |      |                |        |

## 역대 선거 결과

### 제1회 전국동시지방선거
|  | 46.63% |

|  | 32.13% |

|  | 12.75% |

|  | 4.89% |

|  | 3.57% |

### 제2회 전국동시지방선거
|  | 51.66% |

|  | 43.63% |

|  | 4.70% |

### 제3회 전국동시지방선거
|  | 62.20% |

|  | 37.79% |

### 2004년 대한민국 재보궐선거
김충환 구청장의 사퇴로 인해 치러진 2004년 대한민국 재보궐선거에서 한나라당 신동우 후보가 당선되었다.

### 제4회 전국동시지방선거
|  | 71.19% |

|  | 28.80% |

### 2008년 대한민국 재보궐선거
신동우 구청장의 사퇴로 인해 치러진 2008년 대한민국 재보궐선거에서 통합민주당 이해식 후보가 당선되었다.

### 제5회 전국동시지방선거
|  | 59.73% |

|  | 40.26% |

### 제6회 전국동시지방선거
|  | 58.80% |

|  | 41.19% |

### 제7회 전국동시지방선거
|  | 62.71% |

|  | 29.92% |

|  | 7.36% |

### 제8회 전국동시지방선거
|  | 54.19% |

|  | 39.91% |

|  | 5.89% |